# Murdannia tenuissima
Murdannia tenuissima är en himmelsblomsväxtart som först beskrevs av Auguste Jean Baptiste Chevalier, och fick sitt nu gällande namn av John Patrick Micklethwait Brenan. Murdannia tenuissima ingår i släktet Murdannia och familjen himmelsblomsväxter. Inga underarter finns listade.